# ラジオ (テレビドラマ)
『ラジオ』は、2013年3月26日にNHK総合テレビジョンで「特集ドラマ」として22時から23時13分に放送されたテレビドラマである。東日本大震災後に被災地・宮城県女川町に立ち上げられた臨時災害放送局「女川さいがいFM」を舞台に、仮設住宅に引きこもる女子高校生と仲間たちがブログとラジオへの参加を通じて自身を取り戻していく「心」の復興を描く。一色伸幸脚本、刈谷友衣子主演。第68回文化庁芸術祭賞テレビ・ドラマ部門大賞受賞作。

## 製作
東日本大震災で壊滅的な被害を受けた町のひとつ、宮城県女川町に実在する臨時災害放送局女川さいがいFM（おながわさいがいエフエム）で実際にあった出来事と、同局で高校生アナウンサーとして活動していた女子高生の綴ったブログの文章を元に、脚本家一色伸幸が脚本をまとめ、自ら企画を売り込む形で制作された。実際のドラマ制作はテレビマンユニオンが担当した。

## 登場人物
〈〉内はドラマ設定年齢。
某ちゃん。〈17〉
演 - 刈谷友衣子
元になった人物 某ちゃん
海坂善行〈40〉
演 - 豊原功補
元になった人物 某ちゃんの父
海坂寛子〈41〉
演 - 西田尚美
元になった人物 某ちゃんの母
國枝重治〈38〉
演 - 吉田栄作
元になった人物 高橋正樹(株式会社「高政」)
飛松〈43〉
演 - リリー・フランキー
元になった人物　松木達徳ほか

### さいがいFMの仲間達
笹山ユキ
演 - 安藤サクラ
元になった人物 宮里彩佳
宮城太郎
演 - 新井浩文
元になった人物 木村太悦
山之里　勝
演 - 山本浩司
元になった人物 石森充
岡崎えみ
演 - 夏居瑠奈
元になった人物 阿部真奈
阿部建夫
演 - 藤原薫
元になった人物 大平直人

## スタッフ
- 原作：某ちゃん。
- 脚本：一色伸幸
- 音楽：松本俊明
- 演出：岸善幸
- 撮影：夏海光造
- 取材：伊藤雄介
- 取材協力：女川さいがいFM、宮城県女川町
- プロデューサー：河北穣
- プロデューサー：松居径、細田美和子、三浦尚、杉田浩光
- 制作：NHKエンタープライズ
- 制作・著作：NHK、テレビマンユニオン

## 受賞
- 第68回文化庁芸術祭「テレビ・ドラマ部門」大賞[3]
- 第50回ギャラクシー賞「テレビ部門」優秀賞
- 国際ドラマフェスティバル in TOKYO 2013 「東京ドラマアウォード 単発ドラマ部門」優秀賞
- 第16回シナリオ作家協会「菊島隆三賞」
- シカゴ国際映画祭テレビ賞「長編テレビ映画部門」金賞
- ドイツ ワールドメディアフェスティバル「エンターテインメントその他部門」金賞
- アジア・テレビ祭「単発ドラマ部門」ノミネート
- 2014年国際エミー賞「テレビ映画部門」ノミネート

## 関連商品

### DVD・ブルーレイ
NHKエンタープライズより販売。封入特典は、12ページのブックレット。内容は「制作にあたって」「演出にあたって」「主演 刈谷友衣子さんのコメント」「人物相関図」「原作者 某ちゃん。のコメント」「脚本家 一色伸幸さんのコメント」。